# Nazioni celtiche
     Irlanda
     Scozia
     Isola di Man
     Galles
     Cornovaglia
     Bretagna

Le sei "nazioni celtiche", così come riconosciute dalla Celtic League:
Irlanda
Scozia
Isola di Man
Galles
Cornovaglia
Bretagna

Il termine nazioni celtiche si riferisce ai territori dell'Europa settentrionale e occidentale in cui sono sopravvissuti alcuni tratti culturali riconducibili alle culture celtiche.

## Principali territori
Stando alla definizione data dalla Celtic League, i sei territori riconosciuti come "nazioni celtiche" sono:
- la Bretagna (Breizh),[2]
- la Cornovaglia (Kernow),[3]
- il Galles (Cymru),[4]
- l'Irlanda (Éire),[5]
- l'Isola di Man (Mannin)[6]
- la Scozia (Alba).[7]

In ciascuna di queste regioni, esiste una parte di popolazione che parla una lingua di origine celtica o che la parlava fino a tempi piuttosto recenti.

## Altri territori

### Spagna
Alcune aree della Spagna nord-occidentale (in particolare Galizia, Cantabria e Asturie) sono talvolta identificate come "nazioni celtiche" per il loro retaggio culturale, nonostante la lingua celtiberica sia considerata estinta a partire dal IV secolo, periodo in cui è stata completamente soppiantata da altre lingue di origine latina.

### Canada
Nell'isola di Terranova la lingua irlandese era ampiamente parlata, ma è stata sostituita definitivamente dall'inglese agli inizi del XX secolo. Una varietà della lingua scozzese risulta essere tuttora parlata da una minoranza della regione della Nuova Scozia in Canada.

### Argentina
Una varietà di gallese nota come Patagonian Welsh risulta essere parlata nei territori della Patagonia, in particolare nella provincia del Chubut.

## Rivendicazioni politiche non storiche
Benché in Italia del nord non si parlino lingue celtiche, e solamente poche etimologie sopravvivano, affermazioni celticiste a fini politici sono state fatte dagli anni '90 principalmente da partiti come la Lega Nord al tempo dell'indipendentismo padano.